# 1998-2001: Best of Virgin Years
1998-2001: Best of Virgin Years è il secondo best of del gruppo tedesco OOMPH!. Vengono raccolte singoli e rarità appartenenti al periodo in cui la band era sotto il contratto della Virgin.

## Tracce
1. Unsere Rettung
2. My Hell
3. Gekreuzigt
4. Bastard
5. Das Weisse Licht
6. Keine Luft Mehr
7. Fieber
8. Ego
9. Supernova
10. Viel zu Tief
11. Rette Mich
12. Niemand
13. This Time
14. Monolith
15. Swallow (versione unplugged)
16. Unsere Rettung (live)
17. Gekreuzigt (live)